# Elba (riu)

Infografia dels afluents de l'Elba.

L'Elba (en txec, Labe; en sòrab, Łobjo; en polonès, Łaba; en baix alemany, Elv; en alemany, Elbe; en hongarès, Elba) és un riu de l'Europa central que té el seu origen a Bohèmia (República Txeca), a la cara sud dels Sudets. Desguassa al mar del Nord en un gran estuari, on hi ha la ciutat estat d'Hamburg (Alemanya), un dels ports més importants d'Europa.

## Etimologia

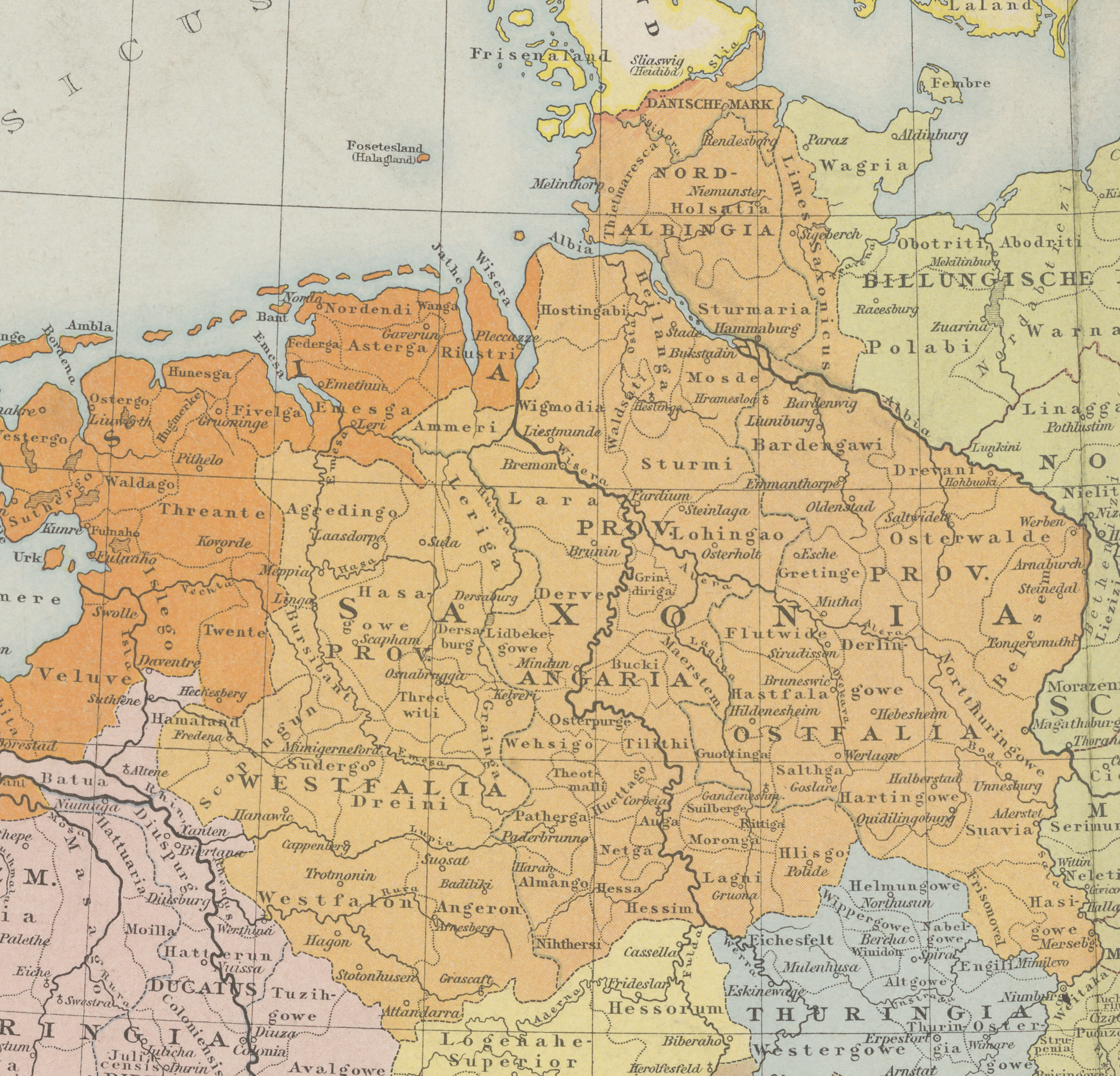
Albis o Albia són antics noms medievals per al riu Elba

Primer testimoniat en llatí com Albis , el nom Elbe significa "riu" o "lliç del riu" i no és més que la versió en alt alemany d'una paraula (*albī) que es troba en altres llocs del germànic; cf. Nom del riu nòrdic antic Elfr , suec älv 'riu', elv noruec 'riu', nom de riu en anglès antic elf , i elve del baix alemany mitjà 'lliç del riu'.

## Història
Els humans van viure per primera vegada a la regió del nord de l'Elba fa uns 200.000 anys, durant el Paleolític mitjà.
Ptolemeu va gravar l'Elba com Albis (germànic per "riu") a Germania Magna, amb la seva font a les Muntanyes dels Gegants.

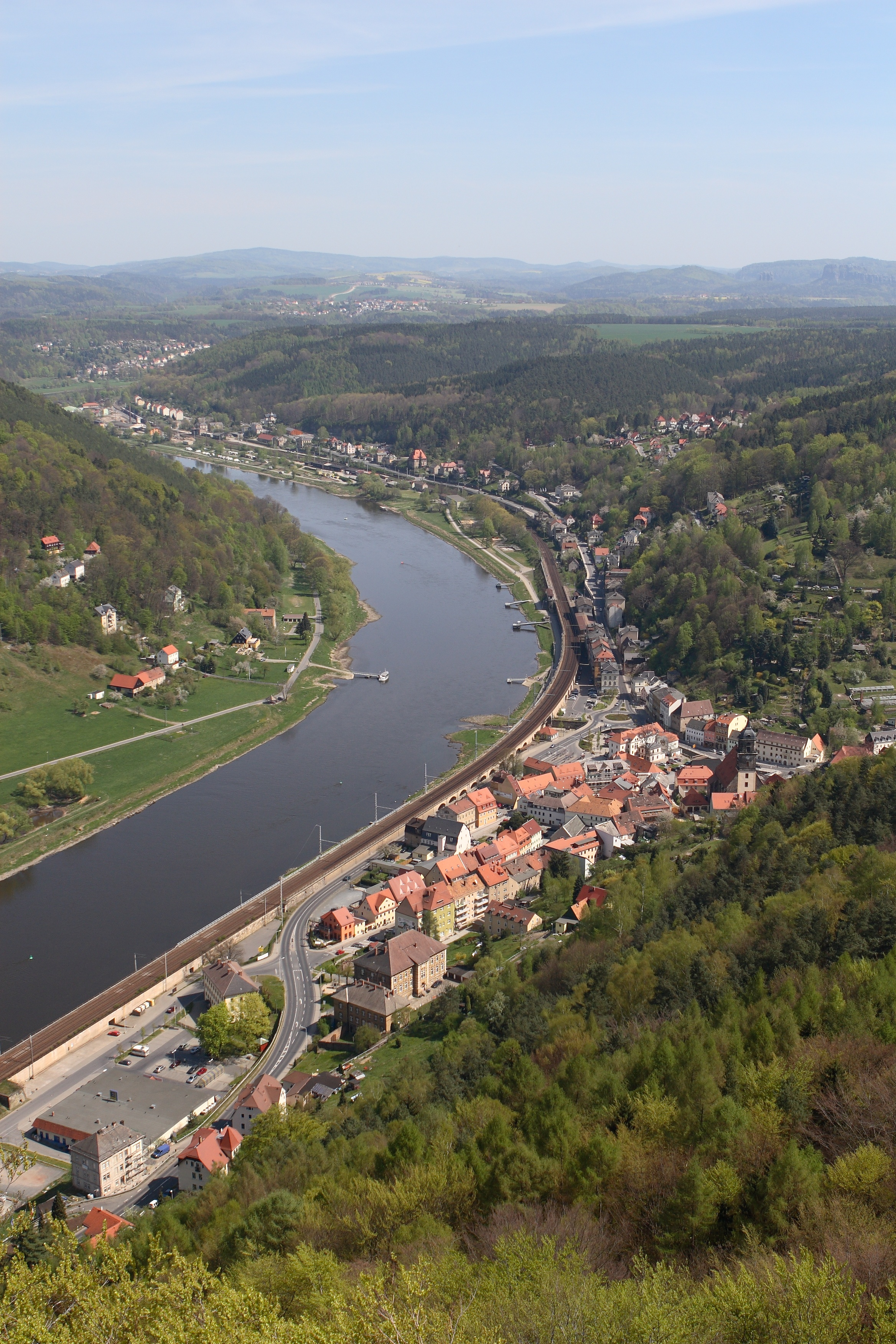
L'Elba prop de la fortalesa de Königstein a Alemanya

L'Elba ha servit durant molt de temps com a important delineador de la geografia europea. Els romans coneixien el riu com l’Albis; tanmateix, només van fer un intent seriós de moure la frontera del seu Imperi cap endavant des del Rin fins a l'Elba, i aquest intent va fracassar amb la batalla del bosc de Teutoburg el 9. AD, després de la qual cosa no ho van tornar a intentar seriosament. A l'edat mitjana l'Elba va constituir el límit oriental de l'Imperi de Carlemany (rei dels francs del 769 al 814). Els trams navegables del riu van ser essencials per a l'èxit de la Lliga Hanseàtica a la Baixa Edat Mitjana, i es va fer gran part del comerç a les seves aigües.
Des de principis del segle VI, les tribus eslaves (conegudes com els eslaus polabis) es van establir a les zones a l'est dels rius Elba i Saale (que havien estat despoblades des del segle IV). Al segle X la dinastia Otoniana (dominant del 919 al 1024) va començar a conquerir aquestes terres; es va produir un lent procés de germanització, inclosa les croades Wends de 1147.
L'Elba delimitava les parts occidentals d'Alemanya des de l'anomenada Elbia oriental, on el soccage i la servitud eren més estrictes i predominaven més temps que a l'oest del riu, i on els senyors feudals tenien propietats més grans que a l'oest. Així es van caracteritzar els titulars d'enormes possessions de terres com East Elbian Junkers. La zona del nord d'Alemanya al nord de la Baixa Elba abans s'anomenava Albingia del Nord a l'edat mitjana. Quan els quatre cossos de l'església luterana es van unir el 1977 van escollir el nom d'Església Evangèlica Luterana d'Elbian del Nord. Altres unitats administratives van rebre el nom del riu Elba, com ara el departament de l'Elba de Westfàlia (1807–1813) i el departament del Baix Elba (1810), i el departament francès Boques de l'Elba (1811–1814).
El 10 d'abril de 1945, el general Wenck del Dotzè Exèrcit alemany es va situar a l'oest de Berlín per protegir-se de l'avanç de les forces nord-americanes i britàniques. Però, a mesura que el front occidental es va moure cap a l'est i el front oriental es va moure cap a l'oest, els exèrcits alemanys que formaven ambdós fronts van retrocedir l'un cap a l'altre. Com a resultat, l'àrea de control de l'exèrcit de Wenck a la seva rereguarda ia l'est del riu Elba s'havia convertit en un vast camp de refugiats per als alemanys que fugien de l'exèrcit soviètic que s'acostava. Wenck es va esforçar molt per proporcionar menjar i allotjament a aquests refugiats. En un moment, es va estimar que el Dotzè Exèrcit alimentava més d'un quart de milió de persones cada dia. Durant la nit del 28 d'abril, Wenck va informar al Comandament Suprem de l'Exèrcit alemany a Fuerstenberg que el seu Dotzè Exèrcit havia estat forçat a retrocedir al llarg de tot el front. Segons Wenck, no era possible cap atac a Berlín, ja que ja no es podia esperar el suport del Novè Exèrcit de Busse. En canvi, a partir del 24 d'abril, Wenck va traslladar el seu exèrcit cap al bosc d’Halbe, va irrompre a la bossa de Halbe i es va enllaçar amb les restes del Novè Exèrcit, el Grup d'exèrcits Spree de Hellmuth Reymann i la guarnició de Potsdam. Wenck va portar el seu exèrcit, les restes del Novè Exèrcit i molts refugiats civils a través de l'Elba i al territori ocupat per l'exèrcit estatunidenc.
El 1945, quan s'acabava la Segona Guerra Mundial, Alemanya va ser atacada pels exèrcits dels aliats occidentals que avançaven des de l'oest i els de la Unió Soviètica que avançaven des de l'est. El 25 d'abril de 1945 aquestes dues forces es van unir prop de Torgau, a l'Elba. Els països vencedors van marcar l'esdeveniment de manera extraoficial com el Dia de l'Elba. De 1949 a 1990, l'Elba va formar part de la frontera interior alemanya entre Alemanya de l'Est i Alemanya Occidental.
Durant la Dècada del 1970, la Unió Soviètica va declarar que les cendres d’Adolf Hitler havien estat escampades a l'Elba després de l'exhumació del seu lloc d'enterrament original.

## Geografia
Fa 1.165 km de llarg. La seva conca supera els 140.000 km². La conca abasta quatre països; tanmateix, es troba gairebé íntegrament només en dos d'ells, Alemanya (65,5%) i la República Txeca (33,7%, que cobreix prop de dos terços del territori de l'estat). De manera marginal, la conca s'estén també a Àustria (0,6%) i Polònia (0,2%). A la zona de captació de l'Elba, habitada per 24,4 milions de persones, les ciutats més grans són Berlín, Hamburg, Praga, Dresden i Leipzig. En gran part del seu recorregut, és navegable i està connectat amb el Rin i amb la mar Bàltica mitjançant un extensa xarxa de canals. A Hamburg, des del punt Bunthäuser Spitze, el riu es divideix en uns quants braços, dels quals els principals són: l'Elba sud (Süderelbe), l'Elba nord (Norderelbe), el Dove Elbe, el Gose Elbe i el Reiherstieg.
Els seus afluents principals són:

- el Vltava (Moldau en alemany), que passa per Praga;
- el Havel, que passa per Berlín i Potsdam;
- el Saale, que passa per Jena;
- el Jeetze, Hitzacker
- l'Ohre, a Rogätz
- l'Ilmenau, que passa per Uelzen i Lüneburg
- el Sude i el Boize a Boizenburg
- el Seeve a Stelle
- el priel de l'Schlinz a Altengamme
- el Dove Elbe que passa per Hamburg;
- el Marktkanal que passa per Hamburg;
- el Bille que passa per Hamburg;
- l'Alster que passa per Hamburg;
- el Wedeler Au a Wedel
- L'Oste
- el Pinnau a Haselau
- el Krückau a Seestermühe
- el Rhin a Glückstadt
- l'Stör entre Glückstadt i Wewelsfleth
- L'Este entre Cranz i Neenfeld
- el Kleine Flottbek a Hamburg
- el Große Flottbek a Hamburg
- el Zester a Jork
- el Neuenschleuser Wettern
- el Lühe a Grünendeich
- el Mulde, que s'uneix a l'Elba a Dessau;
- l'Ohře (nom txec, o Eger en alemany), que passa per Karlovy Vary;
- el Schwarze Elster, que desguassa a l'Elba a prop de Wittenberg.

Travessa la República Txeca i els estats alemanys de Saxònia, Saxònia-Anhalt, Baixa Saxònia, Slesvig-Holstein i Hamburg. A més, els seus afluents desguassen en parts de Baviera, Berlín, Brandenburg, Mecklemburg-Pomerània Occidental, Turíngia. Aquests deu estats van federar-se amb l'estat federal d'Alemanya per a aplicar la Directiva marc de l'aigua a la part alemanya de la conca de l'Elba, el 4 de març del 2004.
Entre les ciutats que banya, cal destacar Hradec Králové, Pardubice, Ústí nad Labem i Děčín a la República Txeca, i Pirna, Dresden, Meissen, Wittenberg, Dessau, Magdeburg, Hamburg i Cuxhaven a l'Alemanya.
Els romans (Claudi Brutus) van arribar a la seva riba el 9 aC i el van travessar sis anys després (Domitius Ahenobarbus), però no van anar més enllà. Llavors es deia Albis.
El 25 d'abril és el dia de l'Elba, en commemoració de la convergència del fronts occidental i oriental de la Segona Guerra Mundial. Soldats de l'Exèrcit Roig van reunir-se en un pont a l'oest de Leipzig amb tropes de l'Exèrcit dels Estats Units.

## Curs

### A la República Txeca
L'Elba (Labe) neix als vessants del mont Violík a una cota de 1386 m a les muntanyes dels Gegants a la frontera nord-oest de la República Txeca. Dels nombrosos rierols les aigües dels quals componen el riu infant. Després de baixar els 30 m de les cascades de l'Elba, aquest darrer rierol s'uneix amb el torrencial Bílé Labe, i després el rierol unit de l'Elba segueix un curs cap al sud, emergint de les valls muntanyoses de Jaroměř, on rep Úpa i Metuje.
Aquí l'Elba entra a la vasta vall anomenada Polabí (que significa "terra al llarg de l'Elba"), i continua cap al sud per Hradec Králové (on desemboca Orlice) i després fins a Pardubice, on gira bruscament cap a l'oest. A Kolín uns 43 km més endavant, s'inclina gradualment cap al nord-oest. Al poble de Káraný, una mica més amunt de Brandýs nad Labem, entra la Jizera.
A Mělník, el seu rierol és més del doble de volum pel Vltava, un riu important que serpenteja cap al nord a través de Bohèmia. Riu amunt de la confluència, el Vltava és, de fet, molt més llarg (434 km contra 294 km de l'Elba fins ara), i té un cabal més gran i una conca de drenatge més gran. No obstant això, per raons històriques el riu conserva el nom d'Elba, també perquè en el punt de confluència és l'Elba el que travessa la vall principal, més àmplia, mentre que el Vltava desemboca a la vall per trobar-se amb l'Elba gairebé en angle recte.
Una mica més avall, a Litoměřice, les aigües de l'Elba estan tenyides per l’Ohře vermellós. Així augmentat i inflat en un rierol 140 m d'ample, l'Elba talla un camí a través de la massa basàltica del České Středohoří, fent camí a través d'un congost rocós pintoresc, profund, estret i corbat.

### A Alemanya
Poc després de travessar la frontera txeco-alemanya, i travessar els desfilats de gres de les muntanyes de gres de l'Elba, el rierol adopta una direcció nord-oest, que en conjunt conserva fins al mar del Nord.
El riu travessa Dresden i finalment, més enllà de Meissen, entra en el seu llarg viatge a través de la plana del nord d'Alemanya passant per l'antiga frontera occidental d’Alemanya de l'Est, tocant Torgau, Wittenberg, Dessau, Magdeburg, Wittenberge i Hamburg pel camí, i agafant a les aigües del Mulde i Saale des de l'oest, i les del Schwarze Elster, Havel i Elde des de l'est. A la seva secció nord, ambdues ribes de l'Elba es caracteritzen per aiguamolls plans i molt fèrtils (Elba Marshes), antigues planures inundables de l'Elba avui diques.
A Magdeburg hi ha un viaducte, el Pont de l'Aigua de Magdeburg, que porta un canal i el seu trànsit marítim sobre l'Elba i les seves ribes, permetent que el trànsit marítim passi per sota d'ell sense obstacles.
Des de la resclosa de Geesthacht (al quilòmetre 586) aigües avall l'Elbe està subjecte a les marees, la secció mareal de l'Elba s'anomena Unterelbe (Baixa Elba). Aviat l'Elba arriba a Hamburg. Dins de la ciutat-estat, l'Unterelbe té una sèrie de rierols, com ara Dove Elbe, Gose Elbe, Köhlbrand, Norderelbe (Nord de l'Elba), Reiherstieg, Süderelbe (sud de l'Elba). Alguns dels quals han estat desconnectats per als vaixells de la riera principal per dics. El 1390 l'Elba Gose (literalment en anglès: shallow Elbe ) estava separada de la riera principal per un dic que connectava les dues llavors illes de Kirchwerder i Neuengamme. The Dove Elbe (literalment en anglès: deaf Elbe) va ser enderrocat el 1437/38 a Gammer Ort. Aquests treballs d'enginyeria hidràulica es van dur a terme per protegir els aiguamolls de les inundacions i per millorar el subministrament d'aigua del port d'Hamburg. Després de la forta inundació de l’inundació del mar del Nord de 1962, la secció occidental de l'Elba del Sud es va separar, convertint-se en l'Antic Elba del Sud, mentre que les aigües de l'Elba del Sud oriental es fusionen ara amb el Köhlbrand, que és un pont pel Köhlbrandbrücke, l'últim pont sobre l'Elba abans del mar del Nord.
El nord de l'Elba passa per la Sala Filharmònica de l'Elba i després és travessat per l’antic túnel de l'Elba (Alter Elbtunnel), tots dos al centre de la ciutat d'Hamburg. Una mica més aigües avall, les dues anabranquies principals de l'Elba del Baix Elba i el Köhlbrand es reuneixen al sud d’Altona -Altstadt, una localitat d'Hamburg. Just després de reunir-se ambdues anabranquies, el Baix Elba passa pel nou túnel de l'Elba (Neuer Elbtunnel), l'últim enllaç estructural de carretera que travessa el riu abans del mar del Nord. A la badia Mühlenberger Loch d'Hamburg, al quilòmetre 634, l'Elba del Nord i l'Elba del Sud (aquí ara el meandre tall Old Southern Elba) solien reunir-se, per això es considera que la badia és el punt de partida del Niederelbe (inferior). Elba). Sortint de la ciutat-estat, la Baixa Elba passa entre Holstein i el triangle Elba-Weser amb Stade fins que desemboca al mar del Nord a Cuxhaven. A prop de la seva desembocadura passa per l'entrada del canal de Kiel a Brunsbüttel abans de desembocar al mar del Nord.

## Pobles i ciutats

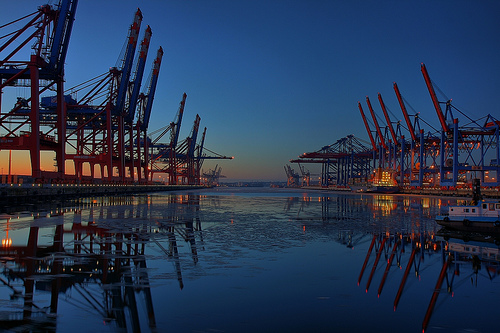
El port d'Hamburg a l'Elba

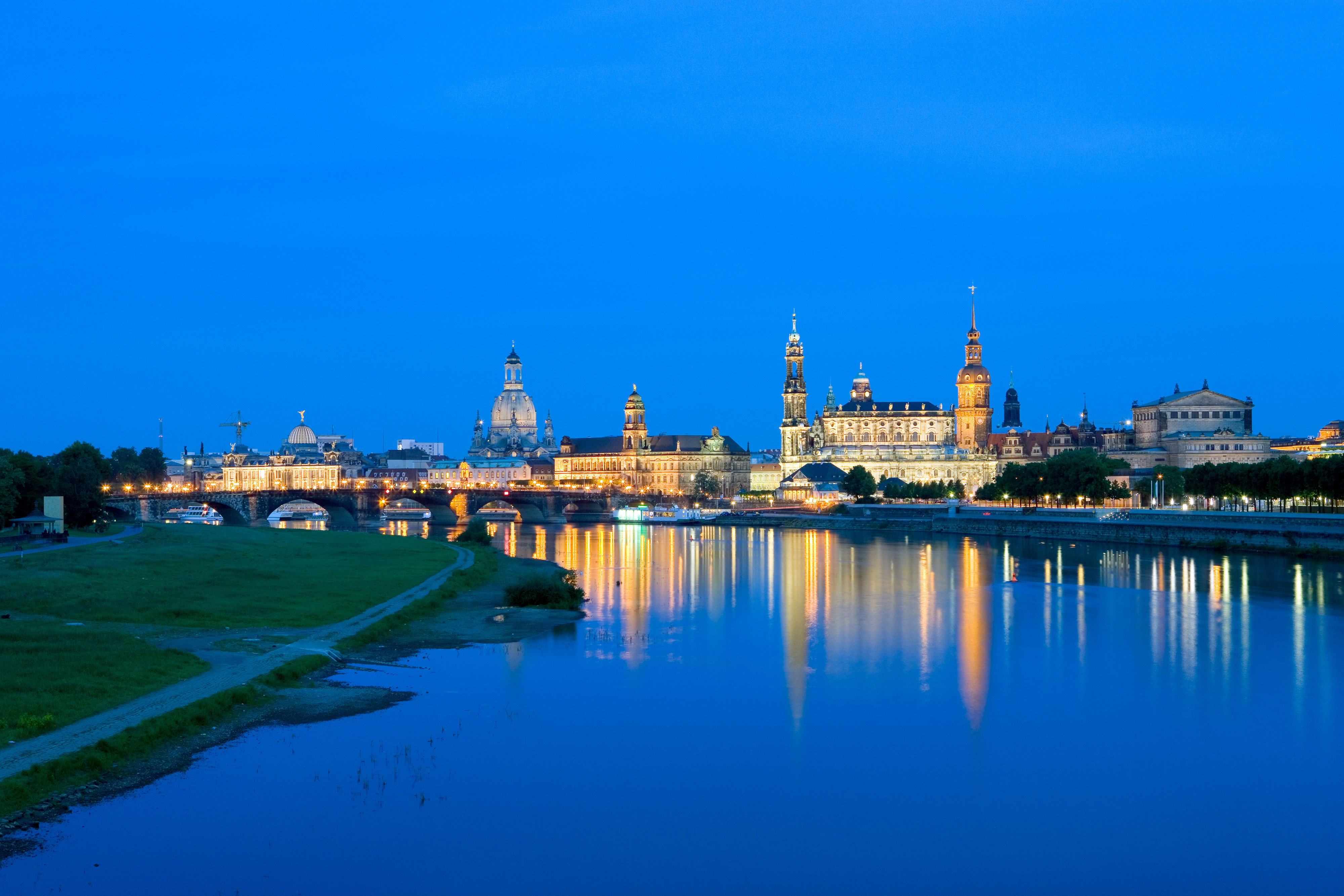
L'Elba passant Dresden

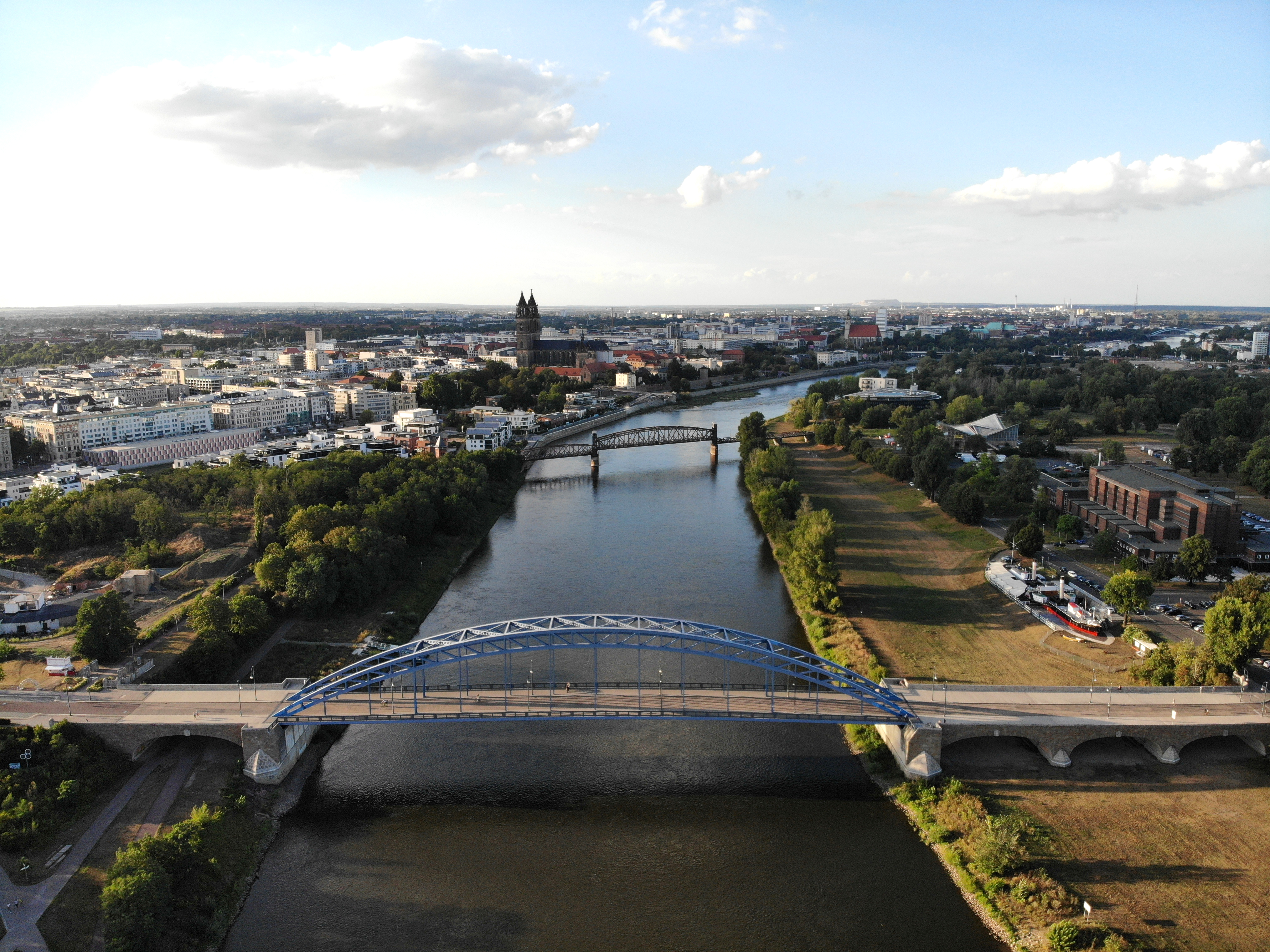
L'Elba travessa Magdeburg

| Poble                            | Població  |
| -------------------------------- | --------- |
| Špindlerův Mlýn                  | 979       |
| Vrchlabí                         | 11.968    |
| Dvůr Králové nad Labem           | 15.170    |
| Jaroměř                          | 12.260    |
| Smiřice                          | 2.969     |
| Hradec Králové                   | 90.596    |
| Pardubice                        | 88.520    |
| Kolín                            | 32.046    |
| Brandýs nad Labem-Stará Boleslav | 18.755    |
| Mělník                           | 19.472    |
| Štětí                            | 8.438     |
| Roudnice i Labem                 | 12.506    |
| Litoměřice                       | 22.950    |
| Lovosice                         | 8.605     |
| Ústí nad Labem                   | 90.378    |
| Děčín                            | 47.029    |
| Bad Schandau                     | 3.423     |
| Königstein                       | 2.085     |
| Pirna                            | 38.361    |
| Heidenau                         | 16.540    |
| Dresden                          | 555.351   |
| Radebeul                         | 33.743    |
| Coswig (Saxònia)                 | 20.462    |
| Meissen                          | 28.080    |
| Riesa                            | 28.850    |
| Strehla                          | 3.651     |
| Belgern-Schildau                 | 7.579     |
| Torgau                           | 19.625    |
| Wittenberg                       | 44.984    |
| Coswig (Saxònia-Anhalt)          | 11.494    |
| Dessau-Roßlau                    | 78.731    |
| Aken (Elba)                      | 7.363     |
| Barby                            | 8.173     |
| Schönebeck                       | 30.067    |
| Magdeburg                        | 236.188   |
| Tangermünde                      | 10.350    |
| Wittenberge                      | 16.682    |
| Dömitz                           | 2.991     |
| Hitzacker                        | 5.020     |
| Bleckede                         | 9.613     |
| Boizenburg                       | 10.689    |
| Lauenburg                        | 11.644    |
| Geesthacht                       | 31.539    |
| Hamburg                          | 1.906.411 |
| Wedel                            | 34.151    |
| Estadi                           | 47.579    |
| Glückstadt                       | 10.719    |
| Brunsbüttel                      | 12.381    |
| Otterndorf                       | 7.443     |
| Cuxhaven                         | 48.318    |

## Illes

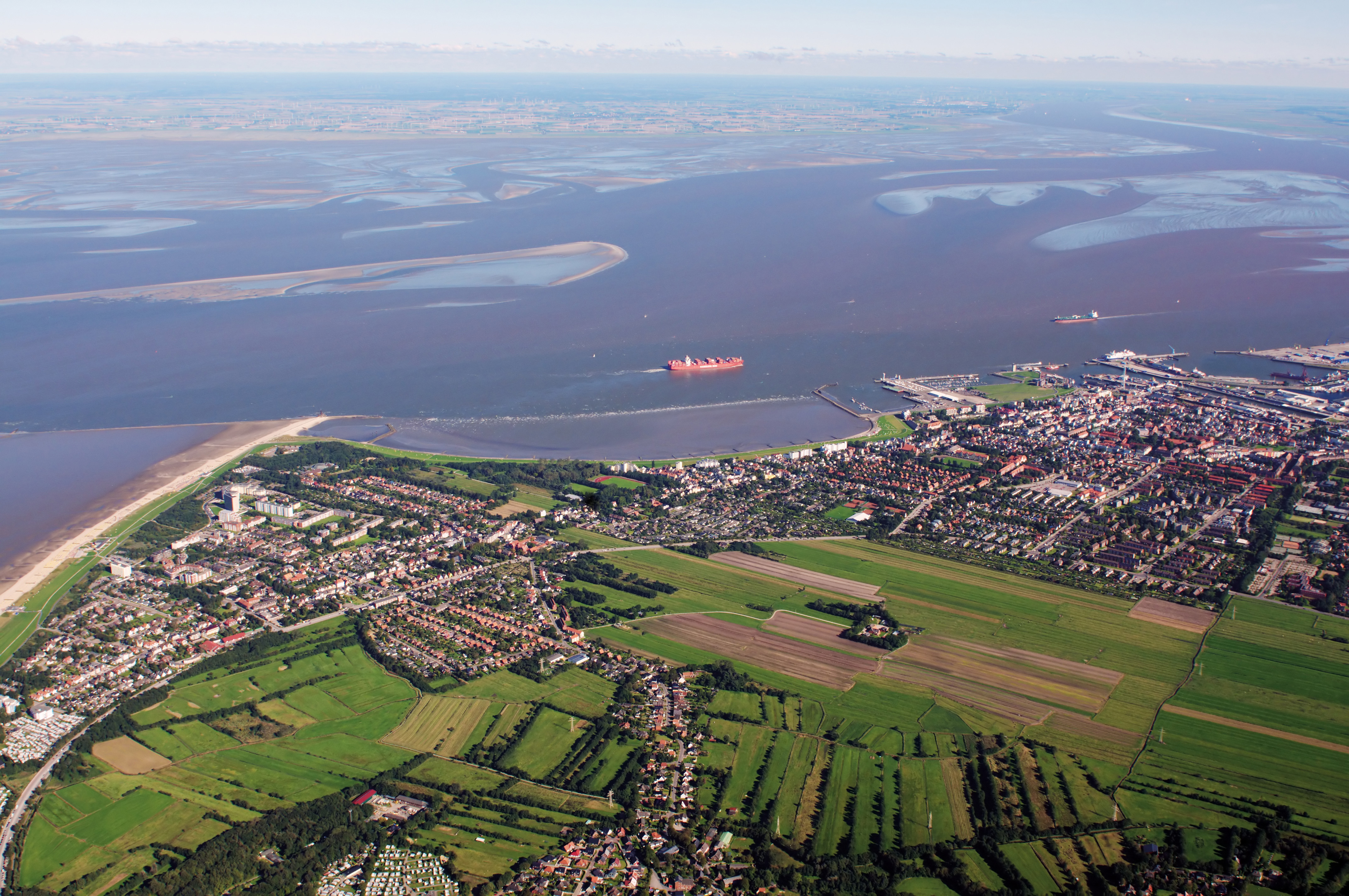
Cuxhaven

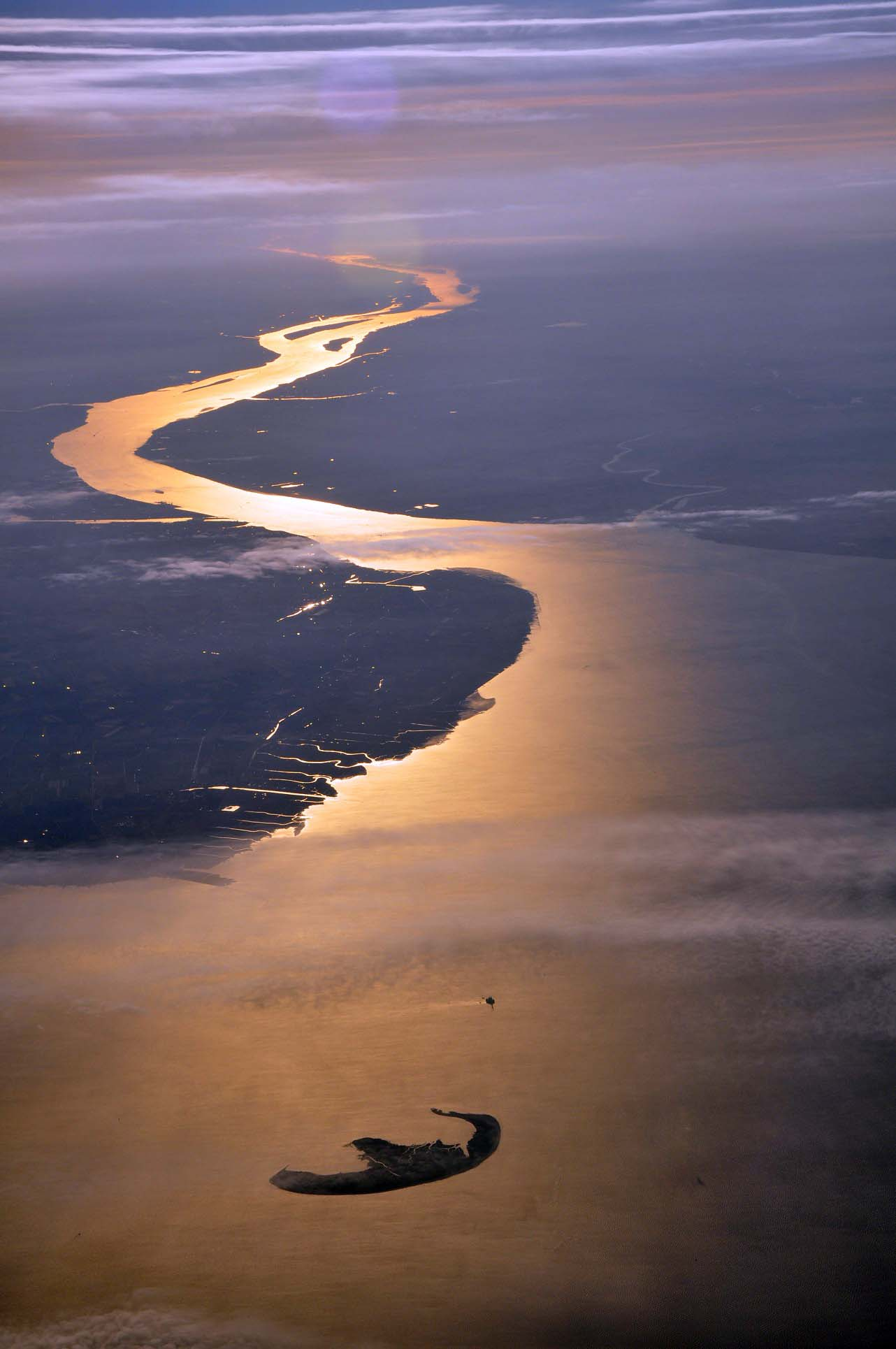
La desembocadura de l'Elba amb l'illa de Trischen al mar del Nord

### Capçaleres
- Hořejší – a Kolín
- Kmochův – a Kolín

### Arribades superiors
- Pillnitzer Elbinsel - al barri sud de Pillnitz de Dresden a la conca de Dresden
- Gauernitzer Elbinsel - a l'est de Gauernitz a la conca de Dresden entre Dresden i Meißen

### Elba mitjà
- Rotehorninsel - a Magdeburg
- Steinkopfinsel – a Magdeburg

### Entre el nord i el sud de l'Elba (Norderelbe/Süderelbe)
- Wilhelmsburg, incloses les illes Veddel, Georgswerder, Kleiner Grasbrook, Steinwerder, Peute i diverses més, al barri de Mitte d’Hamburg (centre)
- Kaltehofe (també "Kalte Hofe") - al districte de Mitte d'Hamburg
- Finkenwerder - al districte de Mitte d'Hamburg

### Baix Elba
- Schweinesand - al sud de Blankenese (Hamburg)
- Neßsand - al sud de Tinsdal
- Hahnöfersand - al nord de Jork
- Hanskalbsand - al sud de Schulau
- Lühesand - a l'est de Stade
- Bisterhorster Sand - a l'oest de Wedel
- Pagensand - a l'oest de Seestermühe
- Schwarztonnensand - a l'est de Drochtersen
- Rhinplate - a l'oest de Glückstadt

### Elba exterior (estuari)
- Neuwerk, un enclavament, al barri de Mitte d'Hamburg
- Scharhörn: un enclavament del barri de Mitte d'Hamburg
- Nigehörn: un enclavament del barri de Mitte d'Hamburg

### Antigues illes
- Medemsand

## Navegació
L'Elba sempre ha estat navegable per vaixells comercials i proporciona importants enllaços comercials cap a l'interior del continent. És navegable fins a Mělník (a la Bohèmia Central, tocant a la confluència del Vltava) per vaixells de més de 1.000 t i fins a Kolín (també a la Bohèmia Central) pels més petits.
El riu està unit per canals (canal lateral de l’Elba, canal d’Elba-Havel (56 km), Mittellandkanal) a les zones industrials d’Alemanya i Berlín. El canal Elba-Lübeck (62 km) uneix l'Elba amb la mar Bàltica, igual que el canal de Kiel, l'entrada del qual occidental és a prop de la desembocadura de l'Elba. El Canal Elba-Weser connecta l'Elba amb el Weser.
Pel Tractat de Versalles la navegació per l'Elba va quedar subjecta a la Comissió Internacional de l'Elba, amb seu a Dresden. L'estatut de la Comissió es va signar a Dresden el 22 de febrer de 1922. Després dels articles 363 i 364 del Tractat de Versalles, Txecoslovàquia tenia dret a arrendar la seva pròpia conca portuària (Moldauhafen, o port del Vltava) a Hamburg. El contracte d’arrendament amb Alemanya, i supervisat pel Regne Unit, es va signar el 14 de febrer de 1929 i finalitza el 2028. Des del 1993 la República Txeca ocupa l’antiga posició legal txecoslovaca.
Abans de la reunificació d'Alemanya, el transport per vies fluvials a l'Alemanya occidental es veia dificultat pel fet que la navegació interior cap a Hamburg havia de passar per la República Democràtica Alemanya. L'Elba-Seitenkanal (canal lateral de l'Elba) es va construir entre el tram alemany occidental del Mittellandkanal i el Baix Elba per restaurar aquesta connexió. Quan les dues nacions es van reunificar, es van començar les obres per millorar i restaurar els enllaços originals: el pont del canal de Magdeburg ara permet que grans barcasses travessin l'Elba sense haver d'entrar al riu. Els nivells d'aigua sovint baixos de l'Elba ja no dificulten la navegació cap a Berlín.

## Ferris

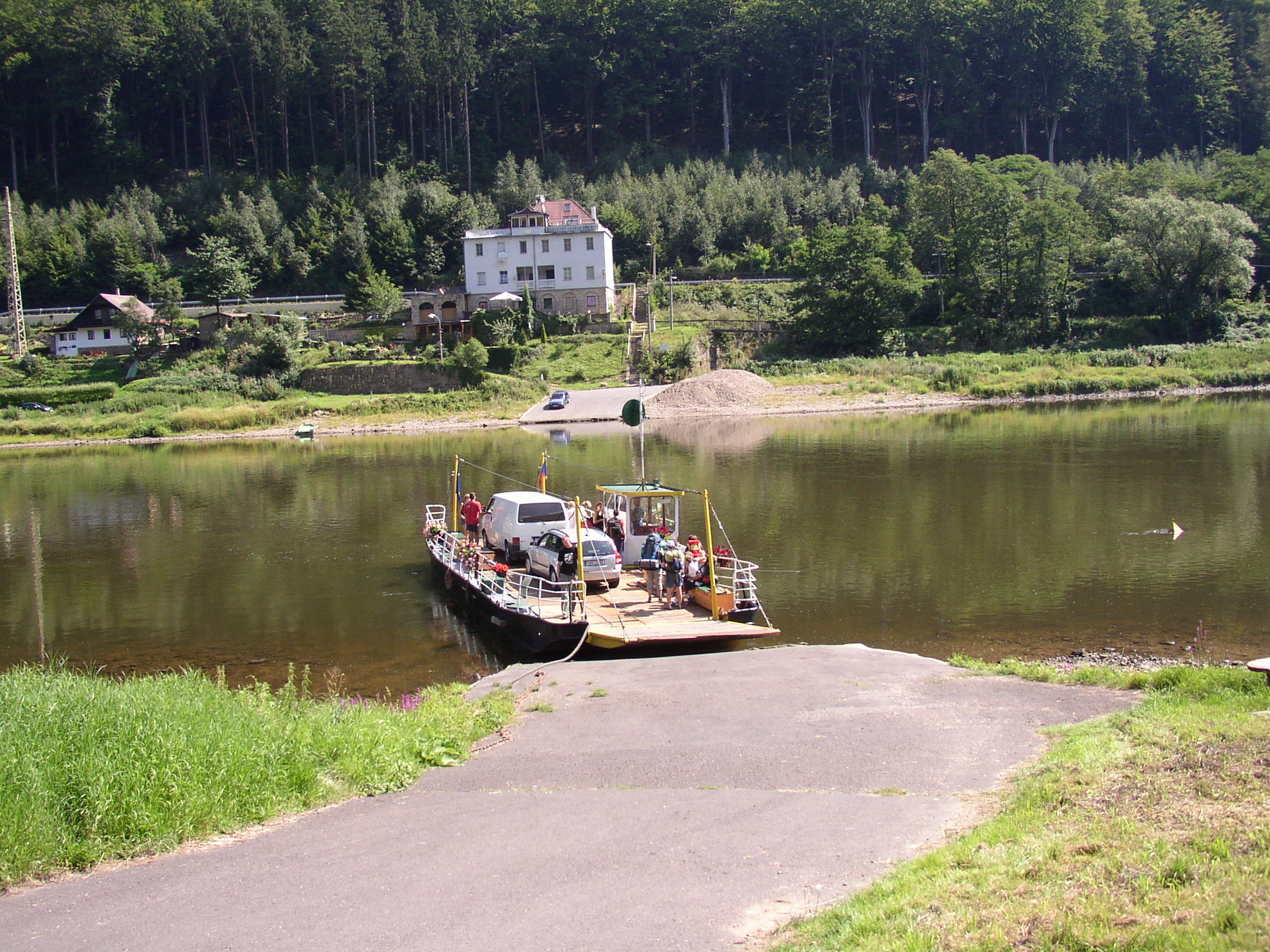
El ferri Dolní Žleb

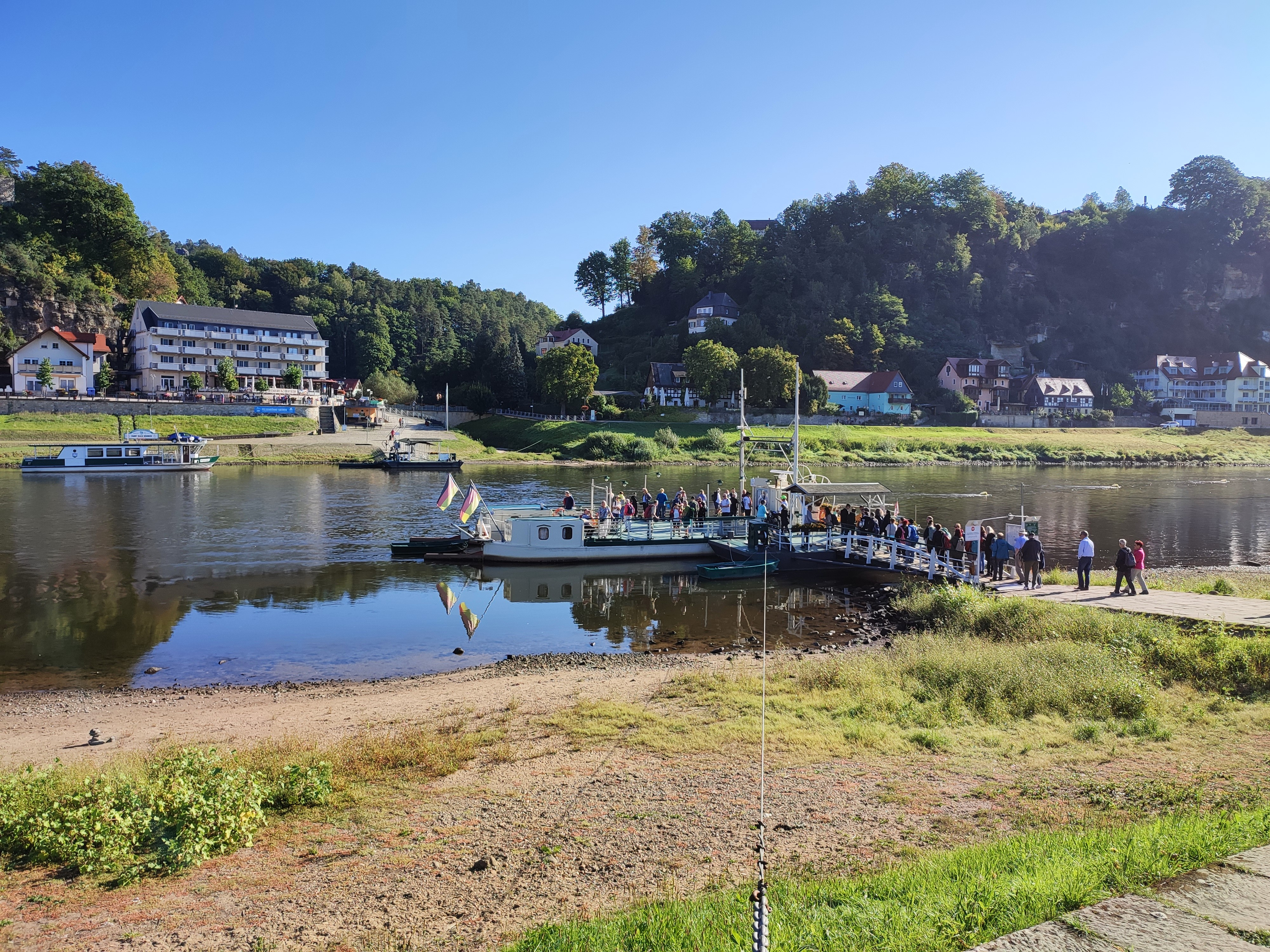
El ferri a Rathen

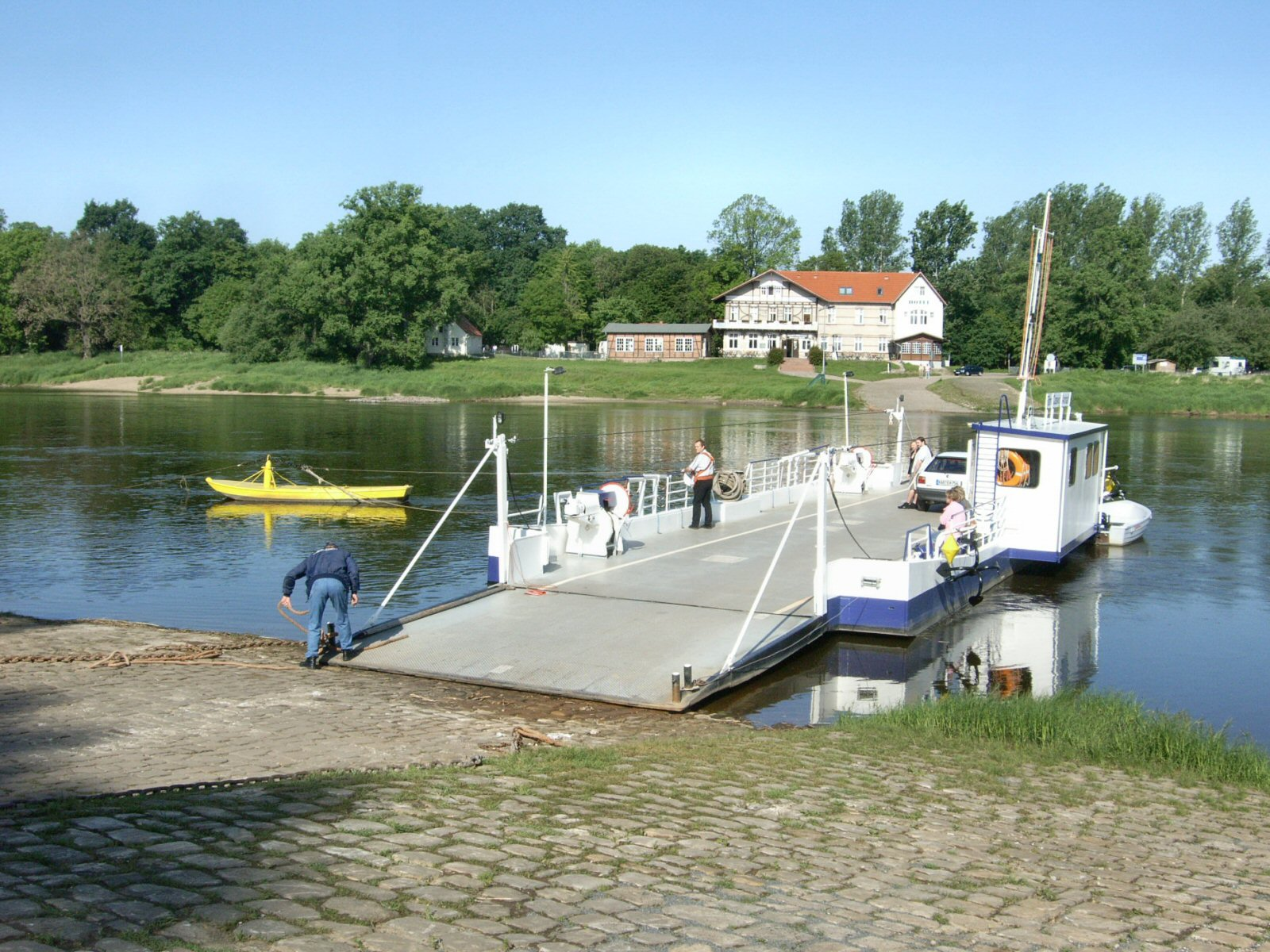
El ferri Wörlitz Coswig

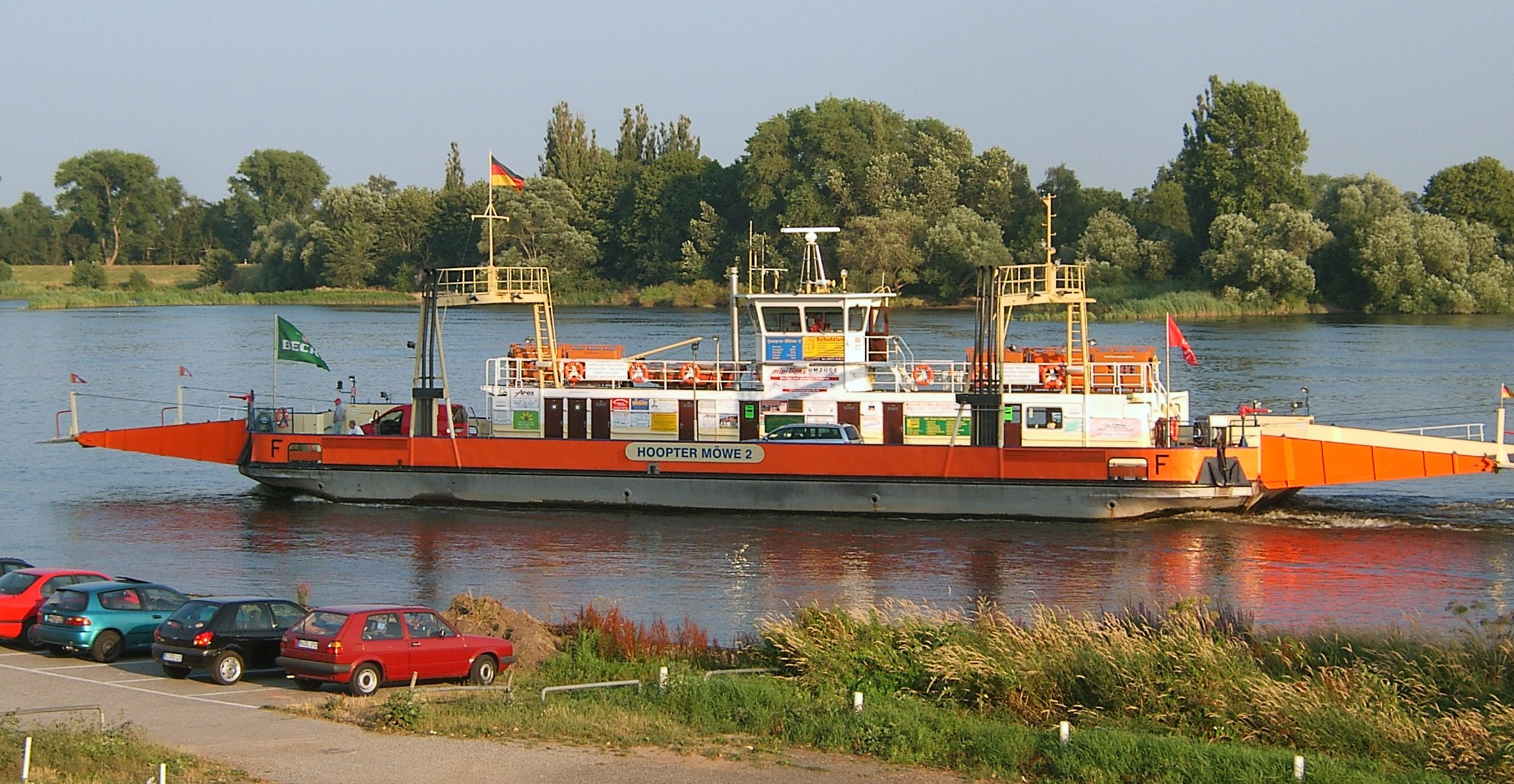
El ferri Zollenspieker

L'Elba és travessada per molts ferris, tant de passatgers com de cotxes. En ordre avall, aquests són:
- Ferri Dolní Žleb, a Dolní Žleb, part de Děčín
- Rathen Ferry, a Rathen
- Ferri Pillnitz Kleinzschachwitz, als suburbis orientals de Dresden
- Ferri Laubegast Niederpoyritz, a Dresden
- Ferri Johannstadt Neustadt, a Dresden
- Ferri Belgern Ottersitz, entre Belgern i Ottersitz
- Ferri Dommitzsch Prettin, entre Dommitzsch i Prettin
- Ferri Mauken Pretzsch, entre Mauken i Pretzsch
- Wartenburg Elster Ferry, entre Wartenburg i Elster
- Ferri Wörlitz Coswig, entre Wörlitz i Coswig
- Steutz Aken Ferry, entre Steutz i Aken
- Ferri de Tochheim, entre Tochheim i Alt Tochheim prop de Breitenhagen
- Ronney Barby Ferry, entre Barby i Walternienburg
- Ferri de Westerhüsen, a Westerhüsen prop de Magdeburg
- Ferri Schartau Rogätz, entre Schartau i Rogätz
- Ferchland Grieben Ferry, entre Ferchland i Grieben
- Ferri Sandau Büttnershof, entre Sandau i Büttnershof
- Ferri Räbel Havelberg, entre Räbel i Havelberg
- Ferri Lenzen Pevestorf, entre Lenzen i Pevestorf
- Ferri Neu Darchau Darchau, entre Darchau i Neu Darchau
- Bleckede Ferry–Neu Bleckede, entre Bleckede i Neu Bleckede
- Zollenspieker Ferry, entre Kirchwerder una part del districte de Bergedorf d'Hamburg, i Hoopte, part de la ciutat de Winsen (Luhe), a l'estat de Baixa Saxònia, a uns 30 quilòmetres al sud-est del centre d'Hamburg
- Ferris al port d'Hamburg, operats per HADAG[12]
- Wischhafen Glückstadt Ferry, entre Wischhafen i Glückstadt a l'oest d'Hamburg
- Brunsbüttel Cuxhaven Ferry, entre Brunsbüttel i Cuxhaven a la desembocadura del riu (fora de servei a partir d'octubre de 2022).

Molts d'aquests transbordadors són ferris de reacció tradicionals, un tipus de transbordador de cable que utilitza el flux actual del riu per proporcionar propulsió.

## Galeria

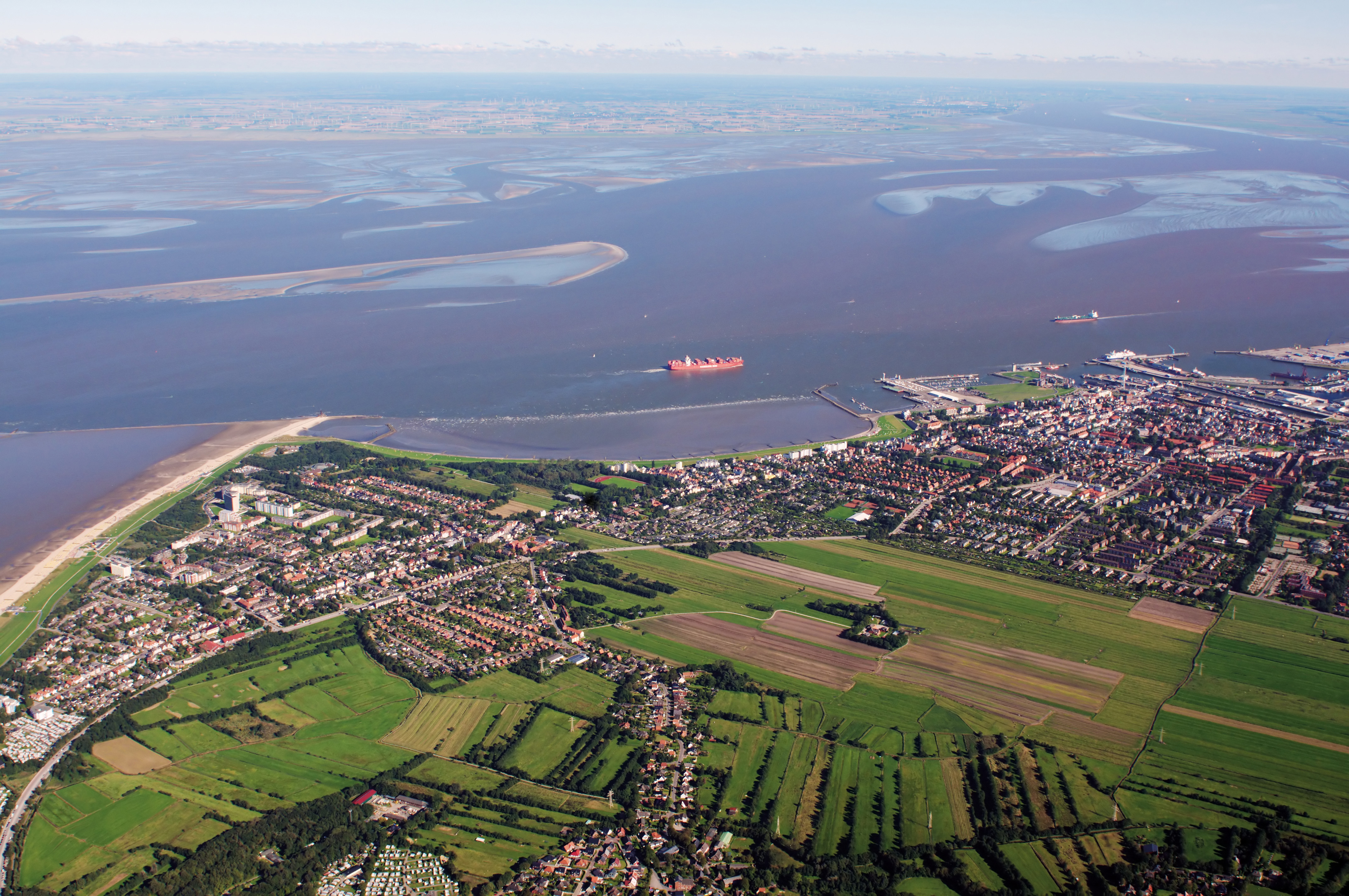
La desembocadura de l'Elba, a prop de Cuxhaven.
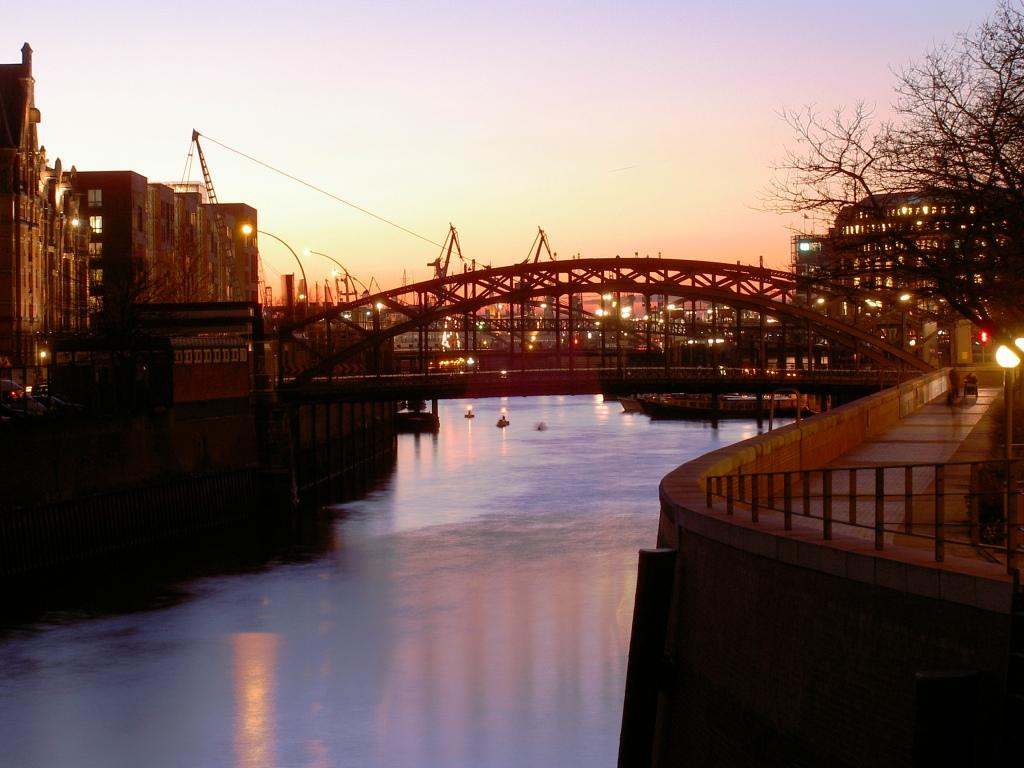
L'Elba a Hamburg.
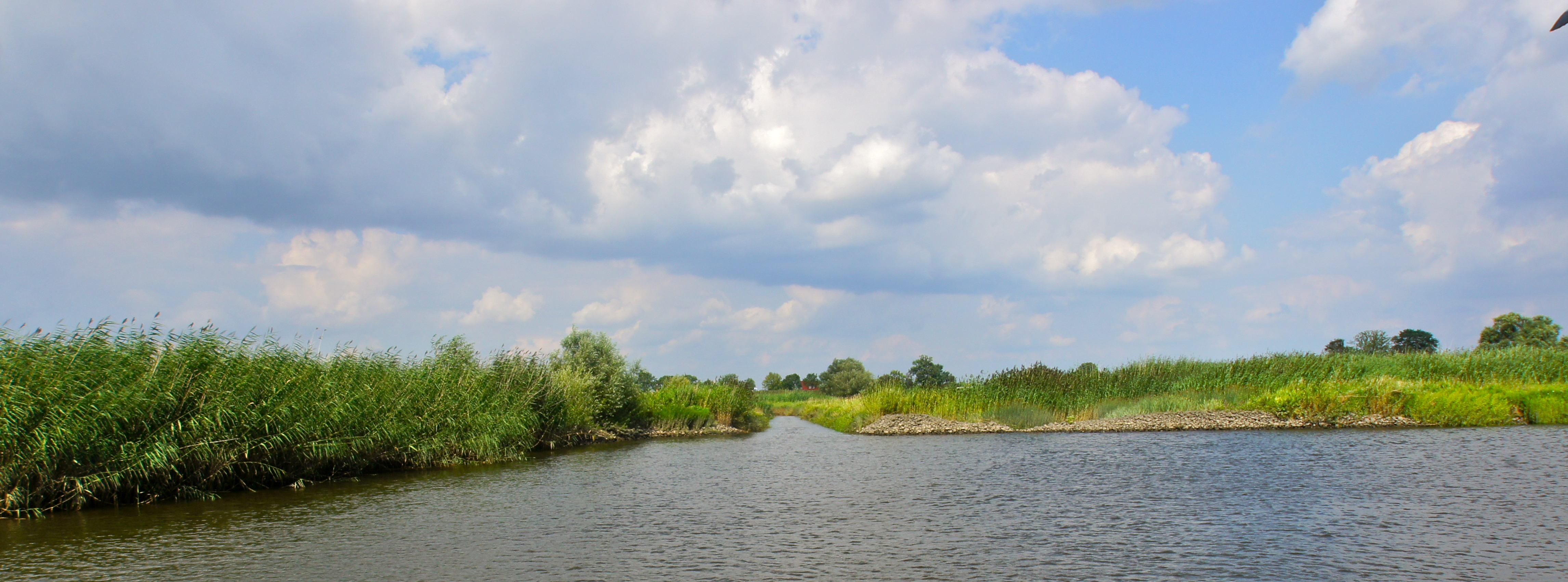
Aiguabarreig amb l'Schlinz a Altengamme.